# Танцуют все! (телешоу, Россия)
Танцу́ют все! — танцевальное шоу на российском телеканале «Россия-1», выходившее с 19 марта по 7 мая 2017 года. В рамках этого проекта происходило соревнование между известными танцевальными коллективами из различных регионов России. Производством шоу занималась компания «ВайТ Медиа».

## Члены жюри
- Владимир Деревянко
- Алла Сигалова
- Егор Дружинин[1][2]

## Ведущие
Ведущими проекта были Ольга Шелест и Евгений Папунаишвили.
В 2017 году вышел единственный сезон этого проекта. В сезоне было 8 выпусков, самый первый транслировался 19 марта 2017 года, финал был показан 7 мая 2017 года. На протяжении всего сезона проявлялась активность в социальных сетях. В финале 1 место по результатам зрительского голосования с небольшим отрывом занял Бурятский национальный театр песни и танца «Байкал», второе — команда формэйшн «Вера», третье место досталось коллективу Evolvers из Красноярска. Для просмотра финала конкурса в центре Улан-Удэ был сооружён большой экран для трансляции эфира телеканала «Россия-1». На площади Советов в Улан-Удэ на массовую акцию в поддержку театра «Байкал» собралось несколько тысяч болельщиков. Также финал шоу запомнился зрителям предложением руки и сердца, которое сделал участник команды Evolvers.
Участники
- Национальный театр песни и танца «Байкал» (Улан-Удэ)
- Команда формэйшн «Вера» (Тюмень)
- Evolvers (Красноярск)
- The First Crew (Белгород)
- Predatorz Crew (Москва)
- Ансамбль песни и пляски Черноморского флота (Севастополь)
- Ансамбль танца «Калинка» (Новокузнецк)
- Ансамбль индийского танца «Маюри» (Петрозаводск)
- Театр танца Exordium (Новосибирск)
- Севастопольский академический театр танца (Севастополь)
- Русский балетный театр (Москва)

Резюме
В ячейках указаны суммарные оценки жюри за выступление команды в выпуске, в скобках — результаты зрительского голосования в поддержку коллективов, попавших в номинацию на выбывание из конкурса.
| — | Команда, победившая в проекте               |
| — | Команда, прошедшая в финал проекта          |
| — | Команда в номинации на выбывание из проекте |
| — | Команда, выбывшая из участия в проекте      |

| Национальный театр песни и танца «Байкал»   |  | 27        | 27               | 23               | 26               | 27               | 30               | 1 место(35 %)    |                  |                  |                  |                  |                  |                  |                  |
| Формэйшн «Вера»                             |  | 23        | 28               | 29               | 27               | 23               | 24 (40 %)        | 2 место(33 %)    |                  |                  |                  |                  |                  |                  |                  |
| Evolvers                                    |  | 24        | 27               | 25               | 29               | 21 (50 %)        | 25               | 3 место(32 %)    |                  |                  |                  |                  |                  |                  |                  |
| The First Crew                              |  | 21        | 19 (54 %)        | 23               | 28               | 29               | 24 (33 %)        | финалист         |                  |                  |                  |                  |                  |                  |                  |
| Predatorz Crew                              |  | 23        | 22               | 26               | 27               | 24               | 26               | финалист         |                  |                  |                  |                  |                  |                  |                  |
| Ансамбль песни и пляски Черноморского флота |  | 26        | 24               | 22 (52 %)        | 24 (34 %)        | 24               | 28               | финалист         |                  |                  |                  |                  |                  |                  |                  |
| Ансамбль танца «Калинка»                    |  | 19 (67 %) | 21               | 23               | 24 (36 %)        | 21 (50 %)        | 19 (27 %)        | Выбыл (7 выпуск) | Выбыл (7 выпуск) | Выбыл (7 выпуск) | Выбыл (7 выпуск) | Выбыл (7 выпуск) | Выбыл (7 выпуск) | Выбыл (7 выпуск) | Выбыл (7 выпуск) |
| Ансамбль индийского танца «Маюри»           |  | 27        | 26               | 23               | 24 (30 %)        | Выбыл (5 выпуск) | Выбыл (5 выпуск) | Выбыл (5 выпуск) | Выбыл (5 выпуск) | Выбыл (5 выпуск) | Выбыл (5 выпуск) | Выбыл (5 выпуск) | Выбыл (5 выпуск) |                  |                  |
| Театр танца Exordium                        |  | 20        | 24               | 22 (48 %)        | Выбыл (4 выпуск) | Выбыл (4 выпуск) | Выбыл (4 выпуск) | Выбыл (4 выпуск) | Выбыл (4 выпуск) | Выбыл (4 выпуск) | Выбыл (4 выпуск) | Выбыл (4 выпуск) |                  |                  |                  |
| Севастопольский академический театр танца   |  | 19 (18 %) | 20 (46 %)        | Выбыл (3 выпуск) | Выбыл (3 выпуск) | Выбыл (3 выпуск) | Выбыл (3 выпуск) | Выбыл (3 выпуск) | Выбыл (3 выпуск) | Выбыл (3 выпуск) | Выбыл (3 выпуск) |                  |                  |                  |                  |
| Русский балетный театр                      |  | 13 (15 %) | Выбыл (2 выпуск) | Выбыл (2 выпуск) | Выбыл (2 выпуск) | Выбыл (2 выпуск) | Выбыл (2 выпуск) | Выбыл (2 выпуск) | Выбыл (2 выпуск) | Выбыл (2 выпуск) |                  |                  |                  |                  |                  |

## Рейтинги
По данным MediaScope телепередача вошла в топ-50 самых рейтинговых программ воскресного прайм-тайм.